# Міхал Улям
Міхал Улям (пол. Michał Ulam, 15 березня 1879, Львів — серпень 1938, Монте-Карло, Монако) — львівський архітектор, будівельний підприємець.

## Біографія
Міхал Улям народився у Львові в єврейській родині будівельного підприємця Абрагама-Бернарда (Берля) та Цецилії Улямів. 1901 року закінчив львівську Художньо-промислову школу. Потім навчався в Мюнхенській академії мистецтв, пройшов практику у Зигмунта Кендзерського у Львові. 1903 року здав екзамен у Намісництві й отримав право на самостійне ведення будівельних робіт. Радник, а в 1929—1935 роках — віце-президент Торгово-промислової палати у Львові. 1912 року був ініціатором створення Центрального союзу купців і промисловців, який очолював до кінця життя. Також голова Товариства єврейських ремісників, головної ради Спілки єврейських економічних організацій. Автор численних брошур та публікацій у фаховій та щоденній пресі.
1904 року створив проєктно-будівельне бюро. Спочатку спільником був Зигмунт Кендзерський. Фірма швидко зростала, ведучи будівництво за проєктами власними і від сторонніх архітекторів. Серед співробітників були, зокрема, Тадей Обмінський, Роман Фелінський і Фердинанд Касслер. Частина проєктів підписана особисто Улямом, хоч у цих випадках він був скоріше інспіратором, аніж проєктантом. На 10-річний ювілей діяльності видано каталог будівель, лише частину з яких реалізувала фірма. При цьому авторство проєктів їй приписали незаслужено. 1 вересня 1930 року, як віце-президент Громадського комітету Східних торгів, за організацію і розвиток щорічної львівської виставки відзначений Золотим Хрестом Заслуги.
Міхал Улям був одружений з Леоніною Каро — донькою львівського рабина Єхезкіля Каро. Мав двох доньок. Мешкав у Львові на вулиці Зиблікевича, 27 (нині Франка, 55), у будинку, спорудженому 1911 року за власним проєктом. У тому ж будинку мешкав племінник Станіслав Улям — математик і фізик, пізніше один із творців водневої бомби у США. Помер Міхал Улям у 16 лютого 1938 року у Монте-Карло. За іншими даними в Ніцці, де був тимчасово похований. Перепохований у Монако. Вдова Леоніна вийшла заміж за фінансиста Арпада Плеша.

## Споруди фірми Уляма
- Дім на вулиці Ірини Калинець, 4. 1904—1905 роки, архітектори Зигмунт Кендзерський, Тадей Обмінський[12].
- Кам'яниця адвоката Адольфа Сегаля на розі вулиця Мирослава Скорика, 6 та проспекту Шевченка, 4. 1904—1905 роки, архітектори Зигмунт Кендзерський, Тадей Обмінський[12][13].
- «Народна гостиниця» на вулиці Костюшка, 1. 1906 роки, архітектори Зигмунт Кендзерський, Тадей Обмінський[12][14], Філемон Левицький[15].
- Кам'яниця Юзефа Гаусмана на вулиці Дорошенка, 15. 1907 рік. Проєкт приписують Тадеєві Обмінському. Будувала фірма Уляма і Кендзерського[12][16].
- Житловий будинок Штанда на вулиці Костюшка, 3, на розі з вулицею Дрогобича. Перебудований фірмою Уляма у стилі сецесії між 1906—1907 роками[17].
- Чотириповерхова з цоколем кам'яниця на вулиці Кольберга, 3. Споруджена спільно з Владиславом Гертманом у стилі сецесії у 1907—1908 роках[18].
- Педіатрична клініка при дитячому шпиталі на вулиці Чернігівській у Львові (1908)[19].
- Нові корпуси психіатричної лікарні на вулиці Кульпарківській у Львові. Будівництво велось фірмою Уляма і Кендзерського за проєктом Альфреда Захаревича і Тадеуша Обмінського у 1904—1908[20]. За іншими даними проєктантом був Зигмунт Кендзерський, керував будівництвом архітектор Каменобродський[21].
- Житловий будинок Давида Векслера (1909) та фабрика на вулиці Зеленій, 20[22].
- Будинок на вулиці Гетьманській, 12 (нинішня вул. Памви Беринди, 3). 1909 рік.[23]
- Житловий будинок Соломона Рогатина на вулиці Донцова, 4 у Львові. 1910 рік, архітектори Роман Фелінський, Фердинанд Касслер[24].
- Житловий будинок Лібермана на вулиці Ковжуна, 4 у Львові. Близько 1910 року, архітектор Роман Фелінський[25].
- Житловий будинок на вулиці Братів Рогатинців, 15. 1910—1911 роки. Архітектор Роман Фелінський[26].
- Торговий центр «Магнус» на вулиці Шпитальній. Архітектор Роман Фелінський[27].
- Амбулаторія єврейського шпиталю на вулиці Раппапорта. Архітектор Роман Фелінський[28].
- Передпоховальна синагога «Бет Тахара» на Новому єврейському цвинтарі. Архітектор Роман Фелінський[29].
- Базар братів Гредлів у Львові. Архітектор Роман Фелінський[30].
- Житлові будинки Грюнерів на вулиці Гнатюка, 20, 22 (1910). Архітектори Роман Фелінський, Фердинанд Касслер, скульптор Зигмунт Курчинський[31].
- Кам'яниця Сидонії (Шіфри) Шютц на вулиці Коперника, 5 (1910—1911). Архітектор Роман Фелінський, скульптор Зигмунт Курчинський[32][33].
- Прибуткові будинки на вулиці Фредра, 4-4а (1911—1912). Проєкт Романа Фелінського[34].
- Будинок на вулиці Словацького, 14. 1911—1912 роки[35].
- Прибутковий будинок Мойсея Рогатина на розі вулиць Січових Стрільців, 12 і Костюшка. Проєкт 1911—1912 років., реалізація тривала до 1913 року. Архітектор Роман Фелінський, скульптурне оздоблення Тадеуша Блотницького[36].
- Кам'яниця на нинішній вулиці Франка, 69. У стилі сецесії за проєктом Тадеуша Обмінського. Збудований фірмою Уляма у 1907 році[37].
- Будинок Крампнерів на розі вулиці Хмельницького і Зустрічної, 1, збудований до 1910 року[38].
- Парова пральня на нинішній вулиці Жовківській, 15[28].
- Перебудова залу в домі товариства єврейських ремісників «Яд Харузім» на вулиці Шолома-Алейхема, 11 у Львові 1913 року. Разом із цим було посилено сецесійний характер будівлі[39].
- Дім фінансової прокуратури у Львові[40].
- Проєкти будинків суду і фінансової дирекції на площі Тринітарській в Івано-Франківську. Спорудженням мала займатись фірма Іполіта Слівінського. 1913 року було розпочато роботи, але невдовзі зупинено через початок війни[41].
- Бібліотека Львівської політехніки на вулиці Професорській, 1. Споруджувала фірма Уляма і Казімежа Каменобродського за проєктом Тадеуша Обмінського[42].
- Павільйон важкої промисловості — найбільша споруда Східних торгів, тепер кінотеатр «Львів» (1936–1937, архітектор Петро Тарнавецький)[43].

## Галерея

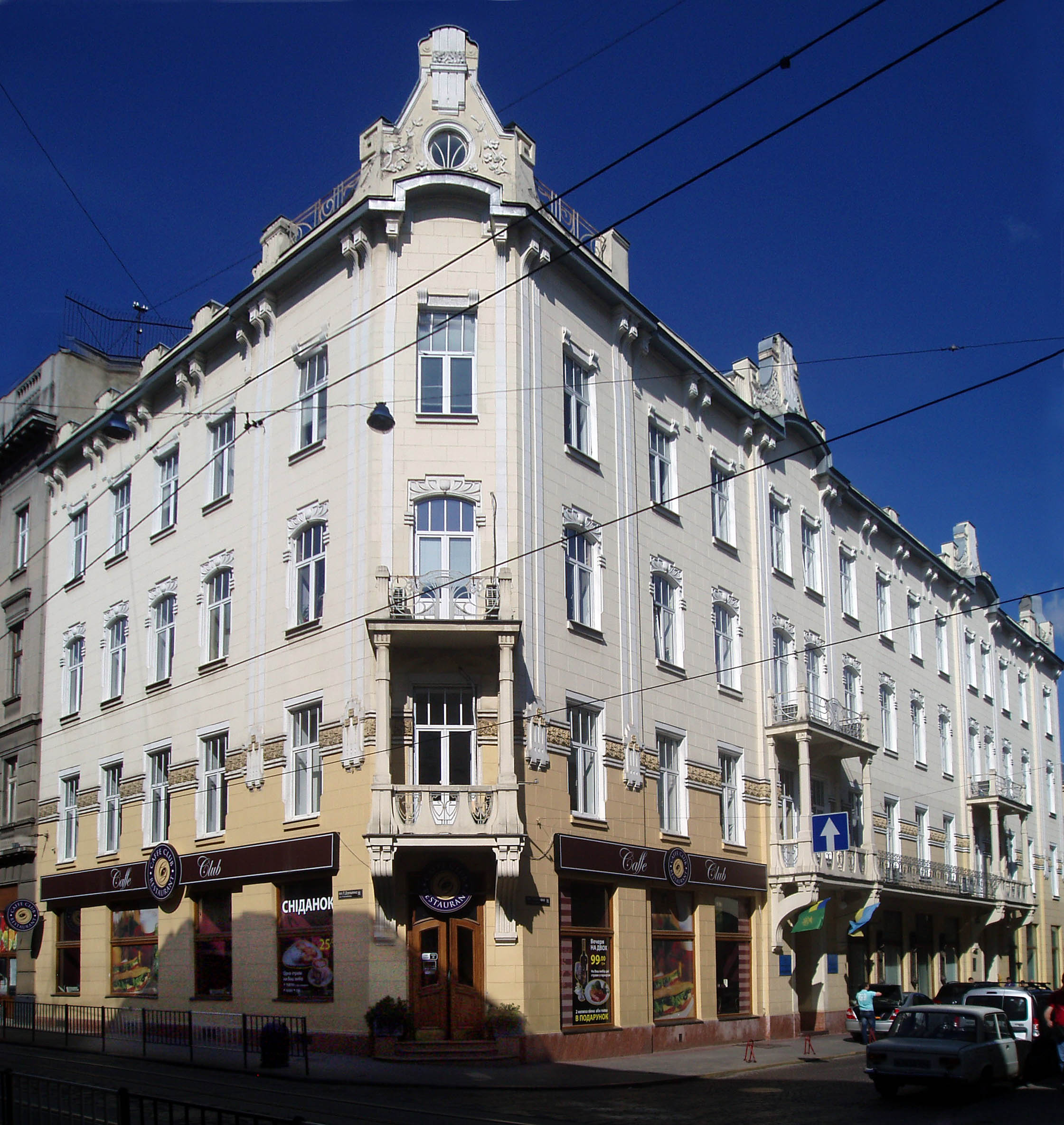
«Народна гостиниця»
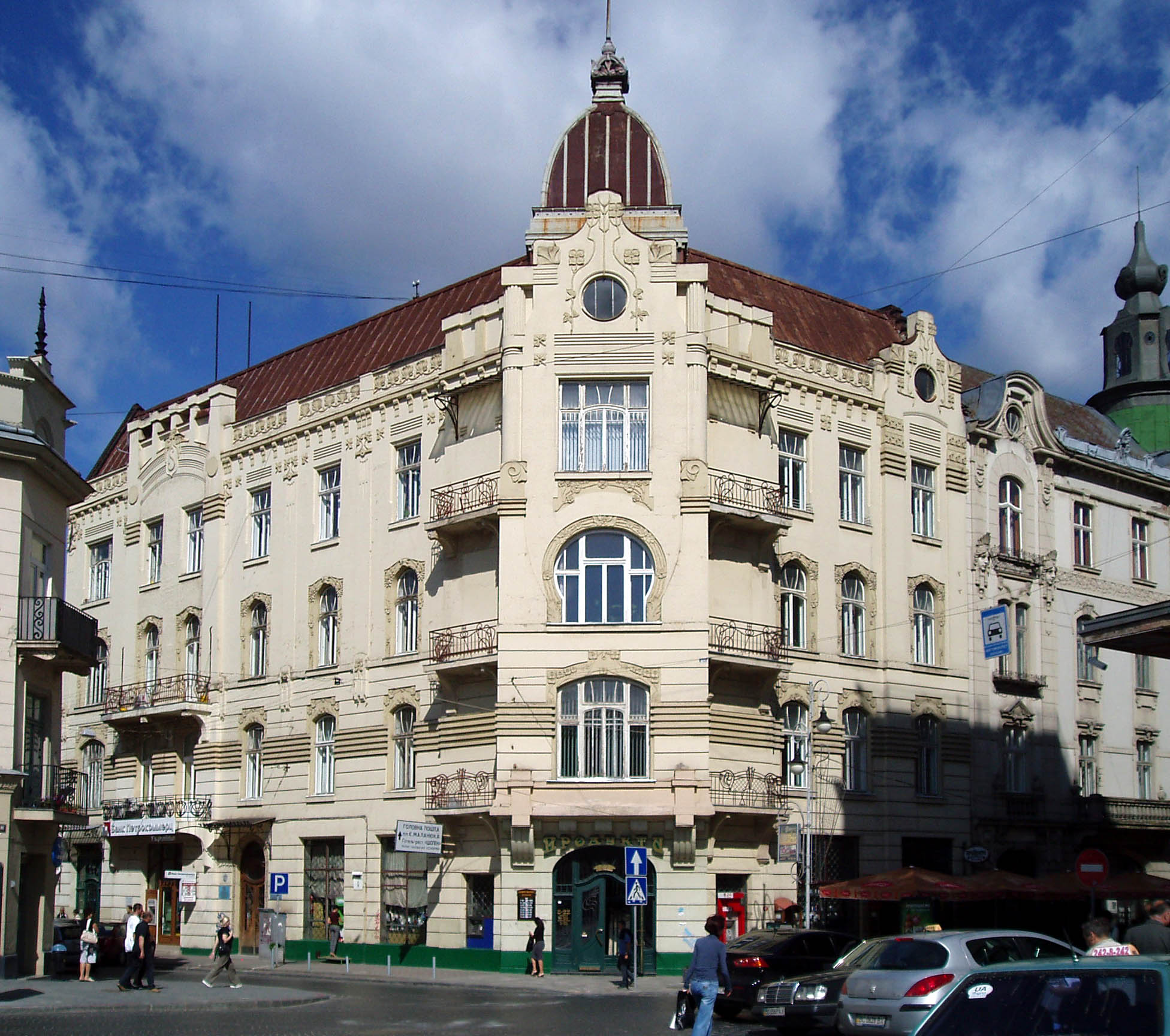
Дім Адольфа Сегаля
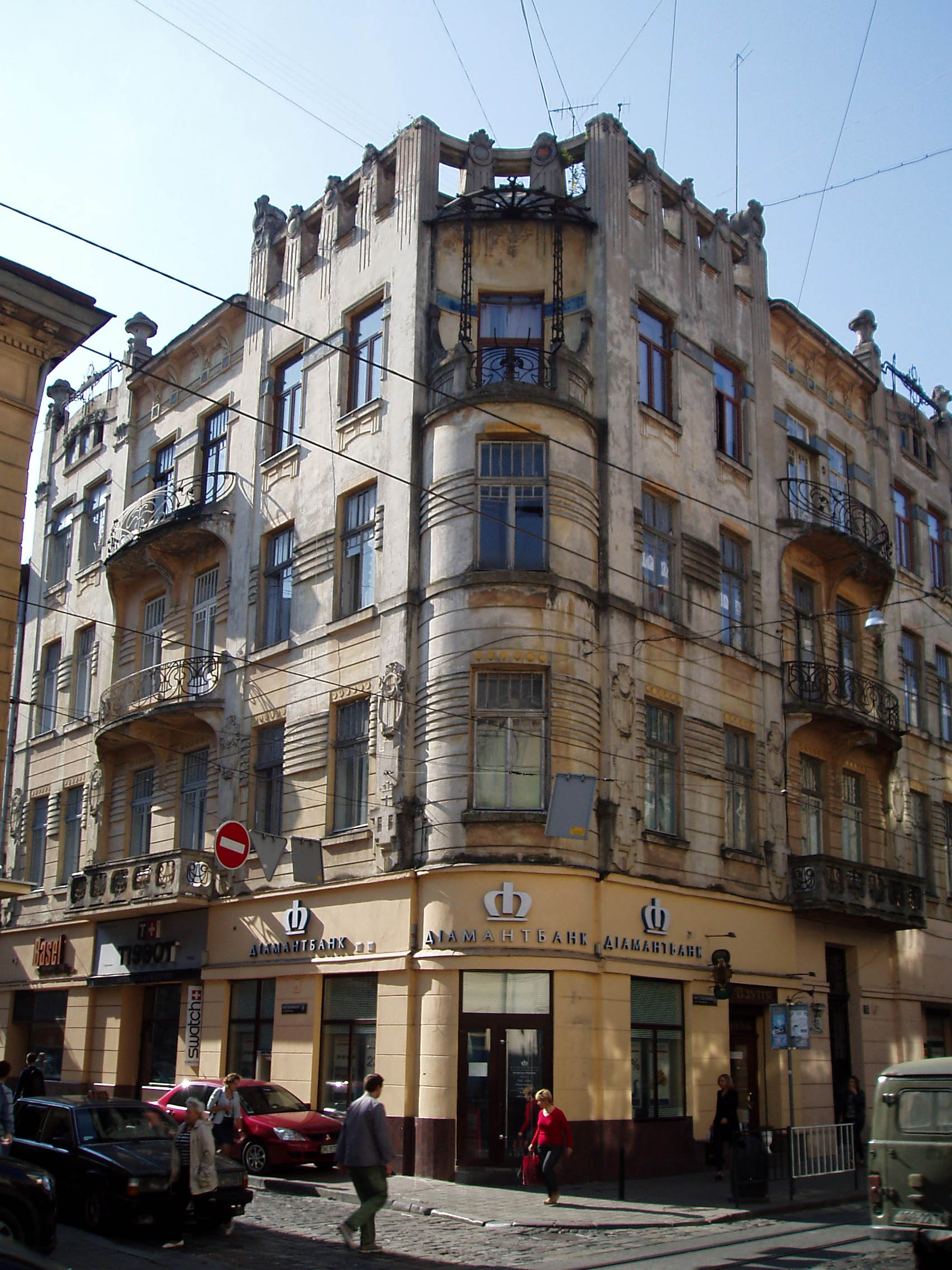
Дім Юзефа Гаусмана
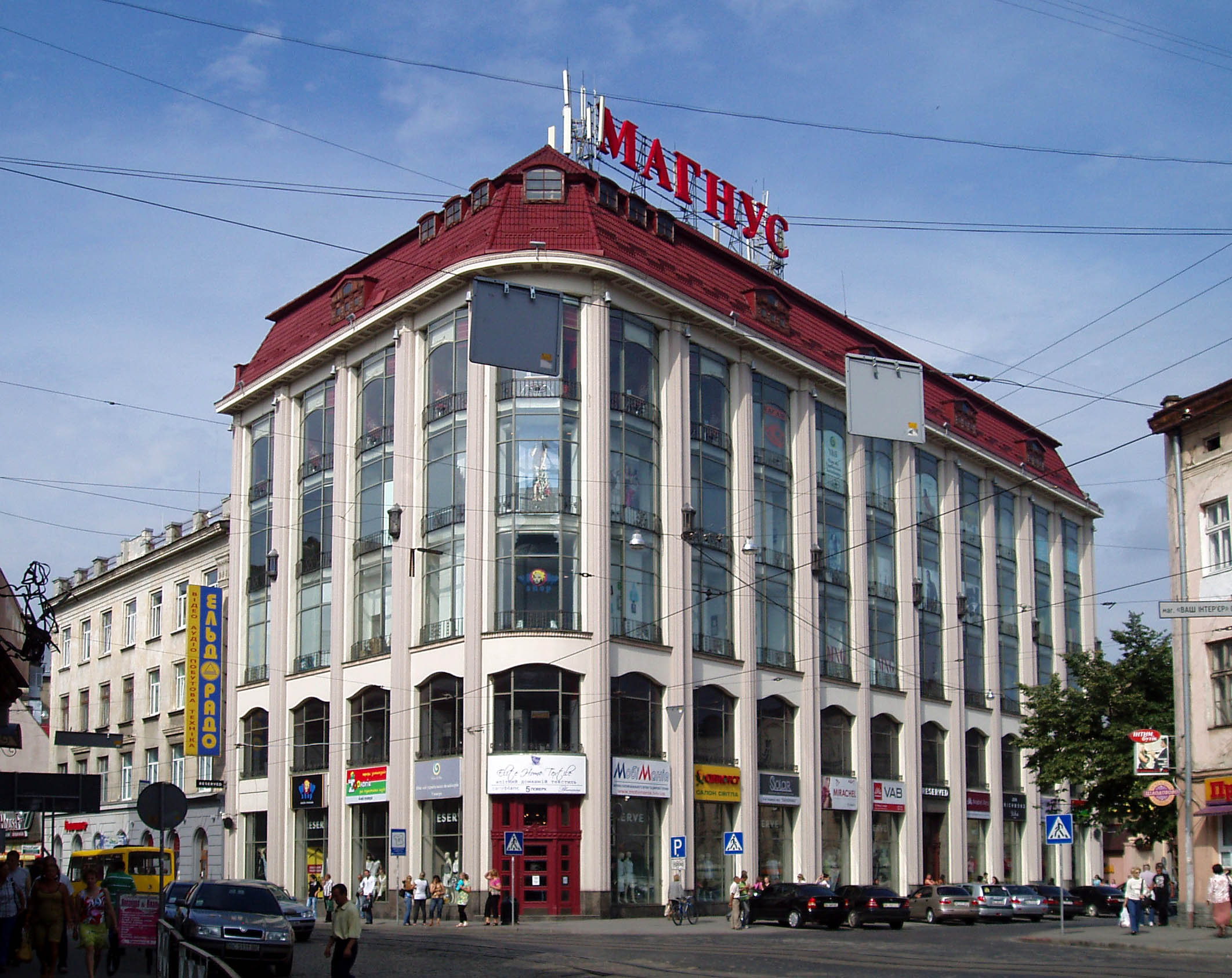
Торговий центр «Магнус»